# Marion Bertrand
Marion Bertrand (Grasse, 2 novembre 1984) è un'ex sciatrice alpina francese, specialista delle prove tecniche.

## Biografia
Residente a Escragnolles e attiva in gare FIS dal novembre del 1999, la Bertrand ha esordito in Coppa Europa il 10 gennaio 2001 a Tignes in slalom gigante, in Coppa del Mondo il 12 dicembre 2002 a Val-d'Isère nella medesima specialità, in entrambi i casi senza completare la prova, e ai Campionati mondiali a Åre 2007, classificandosi 16ª nello slalom gigante.
Il 29 novembre 2008 ha colto ad Aspen in slalom gigante il suo miglior piazzamento in Coppa del Mondo (8ª) e ha conquistato la prima vittoria in Coppa Europa, nonché primo podio, nello slalom gigante di Courchevel del 19 gennaio 2009; ai successivi Mondiali di Val-d'Isère 2009 si è piazzata 17ª nello slalom gigante e non ha completato lo slalom speciale. Due anni dopo ai Mondiali di Schladming 2013, suo congedo iridato, è stata 16ª nello slalom gigante.
Ai XII Giochi olimpici invernali di Soči 2014, sua unica presenza olimpica, non ha  concluso lo slalom gigante. Sempre in slalom gigante il 27 febbraio 2015 ha colto a Monte Pora la sua ultima vittoria, nonché ultimo podio, in Coppa Europa e il 13 marzo successivo ha disputato la sua ultima gara in Coppa del Mondo, a Åre (23ª); si è ritirata al termine di quella stessa stagione 2014-2015 e la sua ultima gara in carriera è stata uno slalom gigante FIS disputato l'11 aprile a Poljarnye Zori, chiuso dalla Bertrand al 3º posto.

## Palmarès

### Coppa del Mondo
- Miglior piazzamento in classifica generale: 57ª nel 2009

### Coppa Europa
- Miglior piazzamento in classifica generale: 19ª nel 2015
- 10 podi (tutti in slalom gigante):
  - 3 vittorie
  - 4 secondi posti
  - 3 terzi posti

#### Coppa Europa - vittorie
| Data             | Località   | Paese   | Specialità |
| ---------------- | ---------- | ------- | ---------- |
| 19 gennaio 2009  | Courchevel | Francia | GS         |
| 8 febbraio 2011  | Courchevel | Francia | GS         |
| 27 febbraio 2015 | Monte Pora | Italia  | GS         |

Legenda:

GS = slalom gigante

### Nor-Am Cup
- Miglior piazzamento in classifica generale: 38ª nel 2006
- 3 podi:
  - 2 vittorie
  - 1 terzo posto

#### Nor-Am Cup - vittorie
| Data             | Località    | Paese       | Specialità |
| ---------------- | ----------- | ----------- | ---------- |
| 2 dicembre 2005  | Winter Park | Stati Uniti | GS         |
| 19 novembre 2007 | Keystone    | Stati Uniti | GS         |

Legenda:

GS = slalom gigante

### Campionati francesi
- 8 medaglie[1]:
  - 2 ori (slalom gigante nel 2012; slalom gigante nel 2014)
  - 5 argenti (slalom gigante nel 2005; slalom gigante nel 2008; slalom speciale nel 2010; slalom gigante nel 2011; slalom speciale nel 2012)
  - 1 bronzo (slalom speciale nel 2014)